# Frankfurter Buchmesse

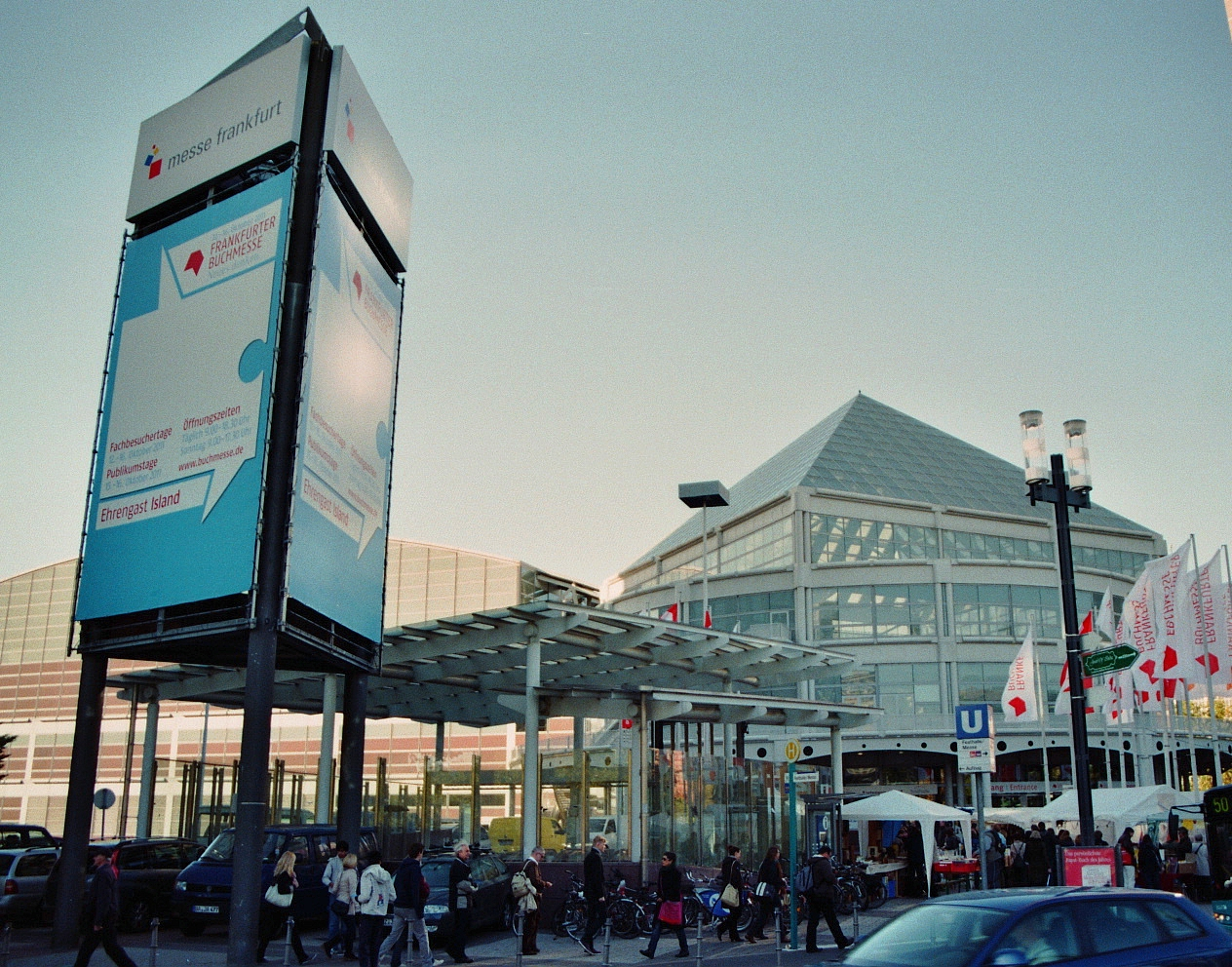
Frankfurter Buchmesse, 2011

De Frankfurter Buchmesse is een Duitse boekenbeurs die in 1949 is ontstaan op initiatief van de beurzenvereniging van boekhandels in Duitsland. Het vijfdaagse evenement vindt ieder jaar plaats in oktober in de Messe Frankfurt (Frankfurt am Main) en is met 7000 exploitanten en meer dan 280.000 bezoekers de meest imposante boekenbeurs ter wereld. Op zondag wordt de Vredesprijs van de Duitse Boekhandel uitgereikt.
De Frankfurter boekenbeurs heeft een lange geschiedenis van meer dan 500 jaar. Een boekenbeurs in Frankfurt had zich al geprofileerd, nadat Johannes Gutenberg in Mainz, enkele tientallen kilometers van Frankfurt, kwam wonen. Gutenberg had de boekdrukkunst uitgevonden en daarmee probeerde de beurs deze innovatie te verspreiden. Hiervoor was de boekdrukkunst al in Korea uitgevonden.
Tot laat in de 17e eeuw bleef Frankfurt am Main de centrale boekenbeursstad van Europa. Door politieke en culturele omwentelingen ging in de tijd van de Verlichting deze rol naar Leipzig, waar de Leipziger beurs werd gehouden. Pas tweehonderd jaar later leefde de boekenbeurs in Frankfurt weer op: 205 Duitse exposanten verzamelden zich van 18 tot 23 september 1949 in de Frankfurtse Paulskerk voor de eerste boekenbeurs na de oorlog.

## Functie van de beurs
De boekenbeurs dient als vakbeurs in eerste instantie voor uitgevers, agenten, boekhandelaren, bibliothecarissen, wetenschappers, illustrators, dienstensector, filmproducenten, vertalers, drukkers, verenigingen, kunstenaars, schrijvers, antiquairs en software- en multimedia-aanbieders om hun waren aan te bieden en om zaken te doen. Voor het eerst was er in 2004 het filmforum. Voorstellingen over o.a. hoorboeken en het moderne antiquariaat vinden in het vertaal- en bibliotheekcentrum plaats. Sinds 2005 heeft zich de eerste Frankfurter Antiquairsbeurs aangesloten, eveneens wereldwijd de grootste. Ook werd in 2005 voor het eerst een gemeenschappelijke branchetentoonstelling voor tijdschriftenuitgevers van de vak-, publieks- en internationale pers ingericht, evenals een spel- en spelen-beurs met de speelgoedbeurs van Neurenberg en werd de Duitse romanprijs van 37.500 euro aan Arno Geiger uitgereikt. De handel met boeklicenties/rechten vindt plaats in een eigen agentencentrum. 

De boekenbeurs is pas in tweede instantie een beurs voor publiek dat slechts twee dagen wordt toegelaten. Meer dan 12.000 journalisten uit 100 landen berichten over de boekenbeurs.
De Frankfurter boekenbeurs werkt ook buiten de beurstijd om – ze stelt de omvangrijke online-databank van de branch beschikbaar en werkt samen met o.a. buitenlandse zaken en de Goethe-instituten voor Duitse literatuur in het buitenland. Bovendien bestaan er bijzondere studiebeursprogramma’s.
In juni 2006 vindt de joint venture (samenwerking) van de eerste boekenbeurs in Kaapstad plaats, de Cape Town Book Fair.

## Gastlanden
Een bijzonder zwaartepunt in het aanbod vormt een jaarlijks wisselend gastland. In 2013 was Brazilië gastland, in 2014 Finland en in 2015 Indonesië. In 2016 zijn Vlaanderen en Nederland gemeenschappelijk gastland. In 1993 waren deze landen dat ook al. Het gastlandschap van Vlaanderen en Nederland in 1993 heeft bijgedragen aan de bekendheid van Nederlandse auteurs, zoals Cees Nooteboom en Harry Mulisch, in Duitsland.
Het gastland speelt ook in het culturele kaderprogramma een belangrijke rol (vooral lezingen en verlenen van prijzen): in 2004 hadden ca. 500 van de ongeveer 3000 organisaties een relatie met het gastland. Tentoonstellingen en lezersreizen van het gastland beginnen voor de beurs en vinden nog ver nadien plaats. 

Ook organiseert de Frankfurter boekenbeurs als overkoepelende organisatie voor Duitse uitgevers activiteiten in het buitenland, bijvoorbeeld in het kader van het Duits-Poolse jaar op de boekenbeurs van Warschau, een belangrijke plaats voor bemiddeling van westerse landen in oostelijke landen (met 300 m² van 18 – 20 mei, Polen ligt als afnemer van Duitse licenties op plaats drie).

## Leiding van de boekenbeurs
Sinds 1 april 2005 is Juergen Boos directeur van de Frankfurter Buchmesse. Daarvoor leidde hij de marketing bij uitgeverij Wiley-VCH Weinheim. Hij volgt op zijn voorgangers Volker Neumann, Lorenzo Rudolf, Joachim Kehl en diens decennialange voorganger Peter Weidhaas.